# Solenocera halli
Solenocera halli är en kräftdjursart som beskrevs av Yaroslav Igorevich Starobogatov 1972. Solenocera halli ingår i släktet Solenocera och familjen Solenoceridae. Inga underarter finns listade i Catalogue of Life.